# Martin Sommer
Martin Sommer, kallad "Buchenwalds bödel", född 8 februari 1915 i Schkölen, död 7 juni 1988 i Schwarzenbruck, var en tysk SS-Hauptscharführer. Han var mellan 1938 och 1943 chef för arrestbunkern i koncentrationslägret Buchenwald och gjorde sig ökänd för sin utstuderade brutalitet och sadism. Eugen Kogon, som var internerad i Buchenwald från 1939 till 1945, betecknar Sommer som "ett odjur i människohamn".

## Biografi
Martin Sommer blev 1931 medlem i Nationalsocialistiska tyska arbetarepartiet (NSDAP) och Sturmabteilung (SA). År 1933 gick han över från SA till Schutzstaffel (SS) och ingick året därpå i "SS-Sonderkommando 3 Sachsen", som anfördes av Karl Koch. Under 1935 tjänstgjorde Sommer som vakt i koncentrationslägret Sachsenburg, beläget i Frankenberg i Sachsen. Efter en motorcykelolycka 1936 och påföljande konvalescens inledde Sommer året därpå sin tjänstgöring i Buchenwald, som vid den tiden hade Koch som kommendant. Sommer var bland annat Blockführer (chef för en fångbarack) och chef för de fångar som arbetade i lägrets stenbrott. 

### Buchenwald
År 1938 utsågs Sommer till chef för Buchenwalds arrestavdelning, benämnd bunkern. Under de följande åren kom han att tortera och mörda hundratals interner. Sommer dödade sina offer på olika sätt: de fick svälta ihjäl, de hängdes, de fick sin mat förgiftad eller slogs ihjäl med järnstänger. Tillsammans med sin ställföreträdare, SS-Oberscharführer Anton Bergmeier, lät Sommer även injicera fångars blod med fenol, hexobarbital eller luft, varvid dessa avled. Sommer skall även vid ett tillfälle ha placerat en skruvtving vid offrets tinningar och skruvat åt den tills skallen krossades.

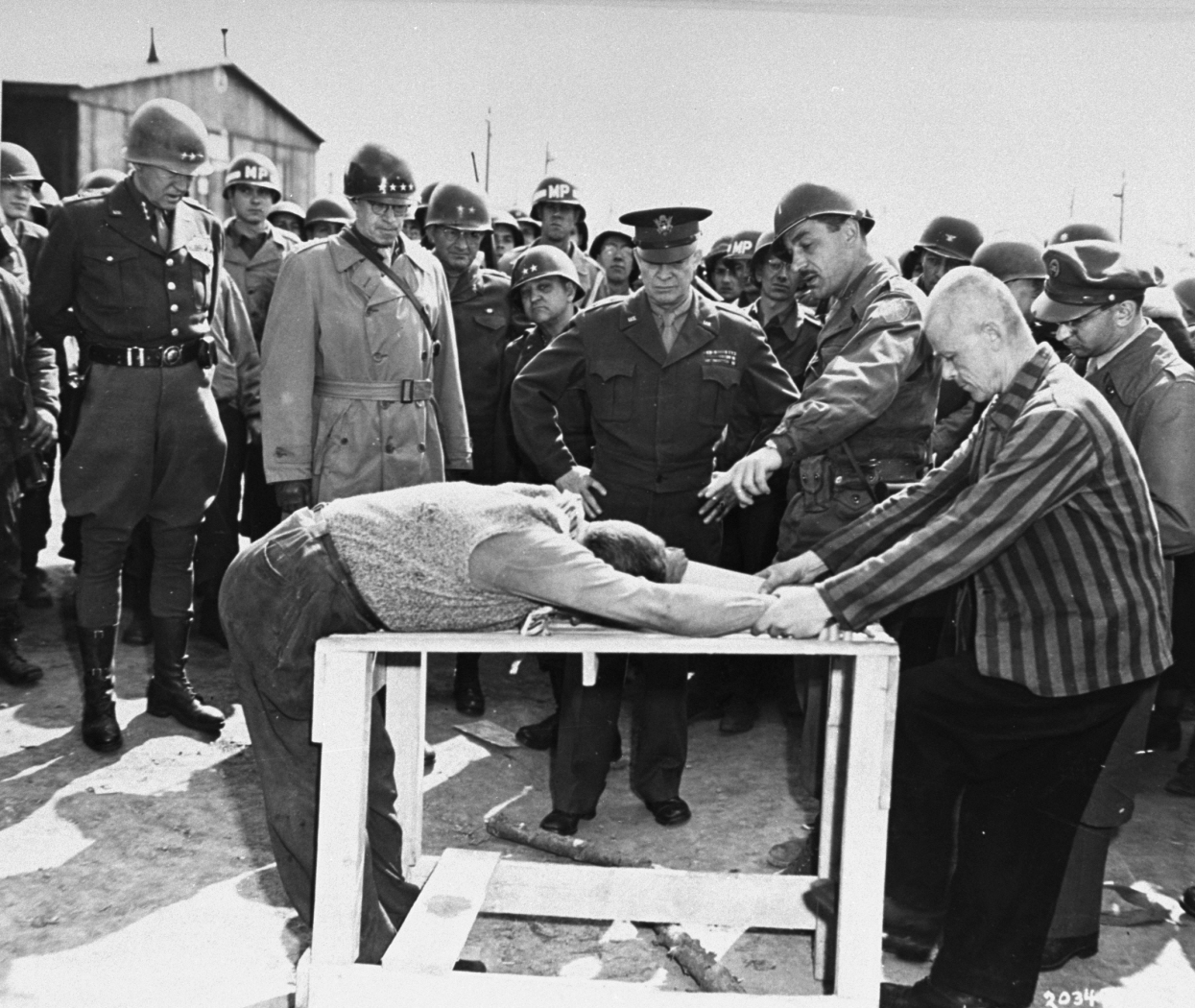
Överlevare från koncentrationslägret i Ohrdruf demonstrerar tortyrredskapet "bocken". Åskådare är bland andra George S. Patton, Omar Bradley och Dwight D. Eisenhower.

Sommer var även ansvarig för verkställandet av de i lägret officiellt avkunnade dödsdomarna och straffen. Sommer använde sig vid dessa tillfällen av "bocken", en träställning på vilken fången lades på mage, med benen under och framåt. Mellan fem och tjugofem slag utdelades på fångens nakna bakdel, antingen med piska eller käpp. Sommer lät även bakbinda fångar och hänga upp dem i armarna så att de hängde fritt. Tillsammans med SS-Sturmscharführer Hubert Leclaire brukade Sommer lägga en snara runt den upphängdes hals vilket ledde till att fången inte kunde andas. Emellanåt hängde sig Sommer och Leclaire i den upphängdes ben för att öka smärtan. Det hela slutade med medvetslöshet för fången. En annan tortyrmetod var att doppa en naken fånges testiklar i omväxlande iskallt och kokhett vatten. När huden började lossna, penslade han testiklarna med jod.
År 1943 uppdrog Heinrich Himmler åt SS-domaren Konrad Morgen att utreda misstankar om sadism och korruption i Buchenwald. På grund av sin omåttliga brutalitet och sadism åtalades Sommer av Morgen. Han dömdes till att strida med en pansarenhet på östfronten. Vid ett allierat bombangrepp i närheten av Eisenach i mars 1945 skadades Sommer allvarligt; han tvingades amputera vänster arm och höger ben. Sommer greps av Röda armén och släpptes efter tio år, 1955. Han greps av västtyska myndigheter 1957 och ställdes inför rätta, åtalad för mord på 101 fångar i Buchenwald. I juli 1958 dömdes han av Landgericht Bayreuth till livstids fängelse för mord på minst 25 interner i arrestbunkern i Buchenwald. År 1971 blev Sommers dom villkorlig och han levde fram till sin död 1988 på en vårdinrättning i Rummelsberg i Schwarzenbruck.